# 地母神
地母神（ちぼしん、じぼしん）、母なる神（ははなるかみ）は一般的な多産、肥沃、豊穣をもたらす神で、大地の豊かなる体現である。「大地の母」として描かれる。

## 母権制と女神の歴史

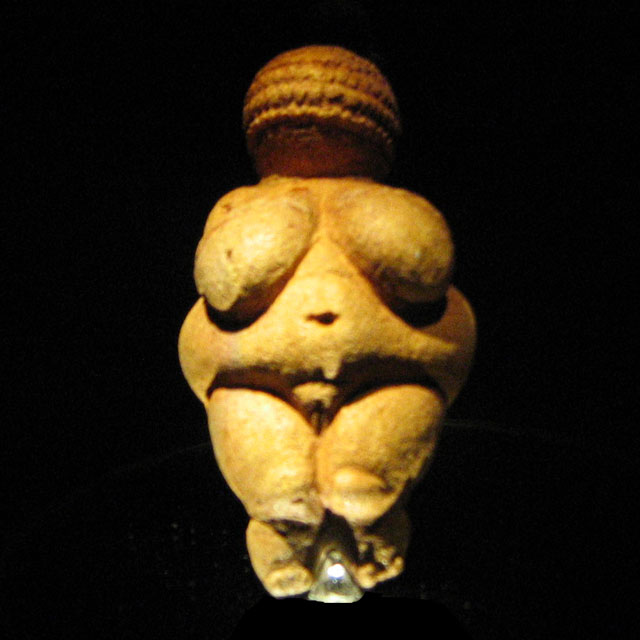
ヴィレンドルフのヴィーナス像

母なる神は多くの社会において深く崇められてきた。ジェームズ・フレイザー（『金枝篇』の著者）や彼に影響された人々（ロバート・グレイヴズや マリヤ・ギンブタス）は論を進め、全ての欧州とエーゲ海沿岸地域の母神信仰は、新石器時代に遡る先インド・ヨーロッパ人 (Pre-Indo-European) の母系社会を起源とすると論じた。

### 遊牧民族征服説
19世紀末、比較神話学上の仮説として、フリードリヒ・エンゲルスとJ・J・バッハオーフェンが遊牧民族征服説を唱えた。この仮説はジェームズ・フレイザーの『金枝篇』における文献的研究によって更に促進された。父なる天への信仰は遊牧民に特徴的で、母なる大地への信仰は農耕民に特徴的であると信じられた。
この学説によれば、遊牧民が武力をもって農耕社会を征服し、女神たちを男性の神に置き換えた。この過程で、女性の地位と母権制は軽んぜられ、父権制がもたらされたというのである。性別によった地位が逆転したことで宗教上の変化がもたらされたと想定した。この学説はインド・ヨーロッパ語族の発見と結び付けられ、軍事的な征服過程がこれらの言語の拡散の背景にあったと想像されたのである。父なる天はインド・ヨーロッパ文化の理想とみられた。この時点では「インド・ヨーロッパ人」と「アーリア人」は同義語だった。

#### 実証主義的反論
遊牧民族征服説を覆したのが考古学と人類学の研究だった。多くの研究者がこの説では初期のヨーロッパでの宗教生活を説明できないとした。考古学的な記録から見て、インド・ヨーロッパ語は軍事力だけでヨーロッパとアジアに広がっていったものではないと考えられた。非インド・ヨーロッパ文明にも男性優位の神殿があり、それは占領や征服の結果ではなかった。女神信仰と女性の社会的地位の間に想定された歴史的な関係も、直接的には証明できなかった。そればかりでなく、農耕民だから女神を、遊牧民だから男神を崇拝するという証拠もそれほど多くはなかった。インド・ヨーロッパ人が、先住民より家父長的で男性優位な信仰を行っていたことを信ずるに足るいかなる理由もなく、他の多神教以上に、女神を追い払い男神をその代わりに据えようとしたとも考えられなかった。
たしかに、*dyeus-ph₂têr というインド・ヨーロッパ祖語名で再構成された男性の父なる天が、ギリシア神話にゼウスの名で、ローマ神話ではユーピテルとして現れたことは事実であり、北欧神話ではテュール、ヴェーダの伝えるインド神話ではディヤウス・ピターとして現れたのも事実である。これらは同源の神名であり、原インド・ヨーロッパ信仰の共通する箇所から引き継がれたものである。しかし、実際には、これが最も広く引き継がれたインド・ヨーロッパ語族の神名というわけではなかった。
インド・ヨーロッパ祖語で *aus-os- と再構成される暁の女神は、さらに広範囲に後世に伝わっている。ギリシア神話ではエーオース、ローマ神話ではアウローラ、ゲルマン神話ではエーオストレ（Ēostre）、バルト神話ではアウシュラ（Aušra）、スラブ神話ではゾーリャ (The Zorya) 、ヒンドゥー教ではウシャス（Uṣas）である。これらの神格はすべて、ゼウス同様、語源が共通する。このように、インド・ヨーロッパ文化が他の文化に比べ、特に女神をおとしめる傾向や宗教上男性優位に向かう傾向を持っていたわけではない。

## 日本
日本神話のイザナギとイザナミは、それぞれ天父と地母であるとされる。また、縄文時代の遺物である土偶は、地母神を象って製作されたものとする考えもある。ただし、女性を写した可能性のある資料は土偶全体の半数に過ぎないため、土偶イコール地母神という見方には批判もある。

## シュメール、メソポタミアの地母神
メソポタミアの各地で、起源を同一とするとみられる一連の地母神がみとめられる。すなわち
- メソポタミアのイシュタル、イナンナ
- カナンのアシュトレト
- シリア（フェニキア）のアスタルテ

などである。イシュタル、アシュトレト、アスタルテは、祭祀上と言語学上から、同一の神格がそれぞれの地方で信仰されたものとみられる。彼女らは金星神であり、また天の女主人と呼ばれた。
フェニキアのアスタルテは、ギリシアに伝わり、アプロディーテーとなり、キプロスを中心として信仰された。

## ギリシアの地母神
端的な地母神として世界と神々の母であるガイア（ゲー）が認められる。また小アジアのキュベレーやクレタ島のレアーも代表的な地母神である。小アジアのアルテミス祭祀はおそくギリシア人の神話体系に入り、そこでは狩猟を好む処女神とされたものの、本来は森の女神として地母神の性格をもっていたと推察される。小アジア、エペソスに伝わった多数の乳房をもつ神像がそのことを示唆する。
神話においてゼウスの妹にして妻とされるヘーラーは、先住民族の地母神であったのではないかという説がある。この説に従えば、ゼウスの愛人とされる人間の女セメレーやニュムペーなども、本来はそれぞれの地方の地母神となる。

こうした原初的な地母神や狩猟と深く結びついた地母神に対し、デーメーテールとその娘ペルセポネーの神話は、農耕文化の周期的な季節の交代に特徴付けられた大地観をあらわしている（デー・メーテールとは「母なる大地」の意）

## オリュンピアの地母神
エーゲ海沿岸、アナトリア、古代中近東の文明圏では母なる神はキュベレー（ローマではマグナ・マーテル、「大いなる母」）、ガイア、レアーとして崇拝された。
古典ギリシアのオリュンピアの女神達も母なる神としての性格を多分に備えていた。ヘーラー、デーメーテール、アテーナーもそうである。クレータ島では母なる神の一属性として「百獣の女王」（Potnia Theron。キュベレ#外部リンク参照）があげられる。その性質は時として女狩人アルテミスに属されることもある。エペソスで作られた古代のアルテミス胸像はこの点をある程度とどめている（→#ギリシアの地母神）。

## 北欧神話の地母神
スカンディナヴィアでは女神は青銅器時代 (Nordic Bronze Age) から崇拝されていた。後にゲルマン神話のネルトゥスとして知られることになる。ほかにも地母神と見られる女神が神殿に祭られている。しかしネルトゥスのほうはニョルズという男神に変化している。

## ヒンドゥー教
ヒンドゥーの文脈では、母性への崇拝は初期のヴェーダ文化かそれ以前まで辿れるだろう。今日では、種々の女神（デーヴィ）がみられる。それらは世界の創造的な力を表現している。マヤやプラクリティのように、神々の大地をおさめる力である。その場から宇宙全体の存在が投影される。よって、この女神は大地であるばかりではない。地母神という側面はパールヴァティーが補っている。

### シャクティ
ヒンドゥー教の姿の一つであるシャクティ主義はヴェーダーンタ、サーンキヤ及びタントラ教ヒンドゥー哲学と密接な関係がある、徹底した一元論である。バクティ・ヨーガの伝統も深くこれに関係している。シャクティという女性的なエネルギーがヒンドゥー教における現象宇宙のあらゆる存在や動きの背後にある。宇宙そのものはブラフマンであり、これは不変の、無限の、内在的であり超越的な、「世界精神」である。男性的な能力は女性的なダイナミズムによって実現され、そのダイナミズムは様々な女神によって体現され、その女神は元を正せば一人の母神である。
鍵になる文書がデーヴィー・マーハートミャである。これは初期のヴェーダ神学、新興のウパニシャッド哲学、発展中のタントラ教をまとめて、シャクティ教を賞賛する注釈としたものである。自我、蒙昧、欲望といった悪魔が魂をマーヤーに呪縛する（心霊的にも、肉体的にも）。それを解き放てるのは母マヤ、シャクティ彼女自身だけである。このため、内在する母Deviの焦点を強力に、愛情を持ち、自己を溶かし込むような集中力をもって絞り込み、"シャクタ"（シャクティ信徒をこう呼ぶこともある）を集中させると、時空と因果律の奥に潜む真実を知る事ができ、輪廻からの解脱ができるのである。

## キリスト教信仰における地母神
聖母マリアを母なる神であると考える人々がいる。彼女は母性的な役目を果たしているだけでなく、人を護る力をふるい、神との仲裁役を果たしているからである。プロテスタントはカトリックを「マリアを女神として見ている」と非難するが、カトリック側はそれを否定している。
末日聖徒イエス・キリスト教会（モルモン教）では天母 Heavenly Mother (聖母マリアとは別の存在であり、イエス・キリストとは別個の存在である父なる神の妻である)の名前を用い、教義上礼拝は認められてはいないが、個人として稀に崇敬している。

## ケルトのグレートマザー
地母神の典型例はケルト神話に見られる。ダヌはケルトの神殿トゥアハ・デ・ダナーン（古アイルランド語でダヌの民の意）の神々の先祖であり、その名の元になった古い女神である。生命の源であり、火、竈、命、歌といったものの神である。
母なる神は豊穣の女神、戦いと破壊の女神といった性格で定義されるが、生命を産み、奪うという性質が日本神話のイザナミと同様一般的な要件となる。ケルト神話では、女王メズヴ (Medb) がその性格を持っている。メズヴは戦をよくし、『クアルンゲの牛捕り (Táin Bó Cuailnge) 』の中で指導的な役割を果たす。この点で、戦の女神の性質を継いでいる。メズヴは後に豊穣神としても扱われるようになった。エウヘメロス的な豊穣神としての性格は常に「親しい腿達」(friendly thighs) と妥協している点に示され、また浮気な性格でも有名だった。さらに妖精の女王マブと混淆していった。
メイヴ（メズヴの英語読み）の名はウィリアム・シェイクスピアの『ロミオとジュリエット』にも、夢にからんだマキューシオ（登場人物）の独白の中に現れる。そこではメイヴは処女を妊娠させる一種のフェアリーとしての役割を負っている。彼女が小人と妊娠に関係していることは重要である。ケルトの神話の中では、小人を飲み込むと妊娠するという話が何回か出現する。これらはメズヴが時とともに豊穣神としての性格を強めていったことを示していると思われる。母なる神は仮に直接自然を制御しない場合でも、常に自然と、特に大地と関連づけられるのではないか。生命の神秘、それを産み出す母の力、それら全てを迎え入れる自然。古代の、特に母系の社会では多くの場合大地を母親ととらえ、全ての生命の源と信じたであろう。かくして母のアーキタイプ（元型）となった。このような性格は現在の地母神の見方からは大方失われ、自然との繋がりが主たる特徴になっている。

## 復興異教主義
現在、過去を問わず、世界中の文明で「母なる神」は女性の像と融合し、結びついてきた。母なる神は現代のウィッカ（Wicca）らや復興異教主義者（Neo-Paganism）らによっても崇拝されている。これらのグループでは地母神は母なる大地と捉えられている。
実際、WWWの検索エンジンを用いて、spirituality great mother worship goddess などの言葉で検索すると、Wicca, Feminine Spirituality, Goddess Worship などの言葉を中心として、非常に多数の「異教的女神崇拝」を伝えるサイトが出てくる。これらの現代の女神崇拝は、組織的な大教団の形を取らず、個人的な信仰となっている。表面的に見えにくいが、大きな精神運動の一つとなっている様子が窺える。

## 文献
- 平山満紀「母権制とはいかなる概念か」 江戸川大学紀要『情報と社会』9号 1999所収。女神崇拝と母権制との関連
- 藤澤佳澄「女性の霊性に関する考察--女神たちのイメージから」大阪大学教育学年報9, P.107-118,2004年